# Майский (Кваркенский район)
Майский — посёлок в Кваркенском районе Оренбургской области в составе Кваркенского сельсовета.

## География
Находится на расстоянии примерно 10 километров по прямой на юг-юго-запад от районного центра села Кваркено.

## Климат
Климат резко континентальный с недостаточным количеством осадков в течение года (около 350 мм). Зима (начало ноября — конец марта) умеренно холодная с устойчивыми морозами. Преобладающая дневная температура воздуха в наиболее холодные месяцы −12…−16 °C, ночная −17…−20 °C (абс. мин. −46 °C). Снежный покров устанавливается в конце ноября, толщина его к концу февраля достигает 40 см. Весна (конец марта — конец мая) в первой половине прохладная, во второй — тёплая. Снежный покров сходит в начале апреля. По ночам до конца мая возможны заморозки. Лето тёплое, преимущественно с ясной погодой. Преобладающая дневная температура воздуха 22—24 °C (абс. макс. 40 °C), ночная 14—16 °C. Периодически бывает засуха. Осень (конец августа — начало ноября) в первой половине малооблачная, тёплая. Во второй половине преобладает пасмурная погода с затяжными моросящими дождями. В конце сезона выпадает снег. Ночные заморозки начинаются с конца сентября.

## История
Поселение было основано, предположительно, как казахский аул в конце 19-начале 20-го века. В 1932 году здесь был организован колхоз им Ленина из окрестных аулов. Колхоз просуществовал до 1957 года до реорганизации в отделение совхоза «Урожайный». Официальное наименование посёлок «Майский» дано было в октябре 1966 года.

## Население
Постоянное население составляло 469 человек в 2002 году (казахи 61 %, русские 26 %), 341 человек в 2010 году.